# Robert Vyklický
Robert Vyklický (República Checa, 2 de febrero de 1975) es un árbitro de baloncesto checo. Referente de la Kooperativa NBL —donde en 2024–25 afrontó su 25.ª temporada y acumulaba 877 partidos a inicios de curso—, forma parte del colectivo arbitral de Euroliga y EuroCup desde finales de la década de 2000.

## Trayectoria
Formado en el arbitraje nacional desde 1994, Vyklický ascendió a la élite checa a comienzos de los 2000 y se convirtió en el colegiado con más experiencia del país. En 2023 figuraba con 24 temporadas y 829 partidos NBL; en 2024 ya alcanzaba 877 encuentros y en 2025 superó la barrera de los 900 partidos en la máxima categoría.
A nivel internacional es árbitro FIBA desde 2003 y aparece en designaciones de EuroCup desde 2007–08 y de Euroliga desde 2009–10, permaneciendo en activo en 2024–25.
En selecciones, ha oficiado partidos de EuroBasket (por ejemplo, España–Gran Bretaña en 2011 y Serbia–Islandia en 2015) y en los Mundiales femeninos FIBA de 2010 y 2014.

## Euroliga y EuroCup
Vyklický figura en el listado oficial de árbitros de Euroleague Basketball en 2024–25. Su primera presencia documentada en Euroliga data de 2009–10 y en EuroCup de 2007–08; se mantiene en activo en ambas competiciones.
Partidos destacados
- Euroliga RS 2024–25: Bayern – Crvena Zvezda (06/03/2025).[18]
- Euroliga RS 2022–23: Monaco – Maccabi (02/03/2023).[19]
- Euroliga Top 16 2009–10: Panathinaikos – Partizan (27/01/2010).[20]
- Especial “Mic’d Up” (2022–23): episodio con los árbitros de Euroliga en el Efes–Partizan (Estambul).[21]

## Palmarés y reconocimientos
En la NBL es el árbitro más veterano de la última década y ha oficiado más de 200 partidos de play-off (récord histórico nacional a 2024). Además, fue reelegido presidente de la Asociación Checa de Árbitros (ČABR) para el periodo 2024–2029, labor que compatibiliza con su actividad en Euroliga/EuroCup.